# Пиета (Анибале Карачи)
„Пиетà“ (на италиански: Pietà) е картина на италианския художник Анибале Карачи от 1600 г. Картината (156 x 149 cm) е изложена в Зала 20 на Национален музей „Каподимонте“, Неапол. Използваната техника е маслени бои върху платно.
Това е един от многото опити, вероятно най-значимият, посветен от болонския художник на тази тема.

## История
Единодушно причислена към шедьоврите на Анибале Карачи и на цялата живопис от 17 век, единственият сигурен факт относно тази Пиета е, че е поръчана от кардинал Одоардо Фарнезе, което е удостоверено от различни източници. Неизвестни са както първоначалната ѝ дестинация, така и датата на изпълнение. Форматът на картината предполага, че тя е била предназначена за личното посвещение на клиента: следователно може да е било поставено в параклиса на Палацо Фарнезе в Рим или в друга резиденция на Фарнезе. По отношение на последното отношение разказът на пътешественик от 17 век се отнася до възхитителната Пиета от Анибале Карачи, видяна в Палацо Фарнезе в Капрарола. Въпреки това е съмнително, че тази анотация се отнася точно за картината, която сега е в Музей „Каподимонте“, а не за произведение, все още неидентифицирано (и може би изгубено).
Що се отнася до датата на изпълнение, неаполитанското платно се поставя, въз основа на стилистични съображения, между 1598 и 1600 г.
Както много други картини от Колекция „Фарнезе“, така и тази бива преместена в двореца на фамилията в Парма. Наследената от Карлос III, колекция пристига в Неапол между 1735 и 1739 г. и в наши дни картината е изложена в Музей “Каподимонте“, Неапол.
Безбройните копия и производни, както и множеството транспозиции на гравюри, несъмнено свидетелстват за огромния успех на тази картина, утвърдила се като истински канон за изобразяване на Пиета в епохата на Барока.

## Описание и стил
При задълбочено наблюдение на картината на Анибале Карачи безспорно можем да открием влиянието върху художника на статуята Пиетà на великия Микеланджело Буонароти, майсторски пресъздадена на платното, макар и с малки изменения. И в трите ранните версии на предварителния дизайн, изработен от Карачи, позицията на тялото на Христос е много близка до тази в скулптурата на Микеланджело, но за разлика от ренесансовата статуя тук Христос не е поставен в скута на Дева Мария, чиято позиция се забелязва на картината Плач за мъртвия Христос на Антонио да Кореджо. И в трите подготвителни варианта майката е приседнала, държейки главата и раменете на сина си в скута си. Крайният резултат, който се вижда на картината на Анибале Карачи, е оригинална комбинация от два ренесансови модела: Пиета на Микеланджело Буонароти и Плач за мъртвия Христос на Антонио да Кореджо.
В картината си Анибале Карачи използва пирамидална композиционна схема, в която вмъква и два ангела, единият от които държи лявата ръка на Христос. Вторият малък ангел е изобразен в дясната страна на платното, убол пръста си в короната от тръни на мъченика и обърнал поглед директно към наблюдателя, приканвайки го със своето скръбно изражение да размишлява върху страданията, претърпени от Исус. В образа на Дева Мария художникът е пресъздал примирената със съдбата, страдаща майка, която държи главата на сина си в дяната си ръка. В тъмнината на нощта виждаме майката, сина и ангелите събрани в сцена извършваща се пред отворения гроб на Христос. Светлинните ефекти и силните цветове създават в картината атмосфера на задушевна интимност между героите.
Впоследствие са създадени множество копия на картината, рисувани от различни художници.

## Подготвителни рисунки
Уместността на трите рисунки, които следват Пиетà на Карачи, е подчертана от историка на изкуството Рудолф Витковер и никога не е поставяна под съмнение от последващи проучвания.
- Уиндзорски замък, Кралска колекция
- Уиндзорски замък, Кралска колекция
- Частна колекция

## Гравюри
Огромното богатство на стенописите в Галерия „Фарнезе“ буди по-общ интерес към графичното възпроизвеждане на работата на Анибале Карачи. Фарнезианската Пиетà е сред творбите, които най-много привличат вниманието и е възпроизвеждана - през 18и век и отново в началото на 18 век, от гравьори от различни части на Европа.
- Питер дьо Балию
- Incisione di Joost de Pape
- Щефан Колбеншлаг
- Пиетро дел По
- Исаак Бекет
- Жан-Батист Хосор
- Жил Русле
- Джовани Паоло Лазинио

## Копия на картината „Пиетà“ от Анибале Карачи
Има много копия и производни, взети от „Пиетà“ на Карачи. Понякога това са скромни произведения, а в други случаи са висококачествени картини. Сред истинските копия най-известният в момента е това в Галерия „Дория Памфили“ в Рим, в миналото смятан за реплика с автограф от самия Карачи. Понякога копията вероятно са базирани на една от многото гравюри, направени от картината, както може да се види от обратния ефект.
Сред производните изпъква картина, която сега се намира в Палацо Барберини, приписвана на Лудовико Карачи.
- Копие от Галерия Дора Памфили
- Копие от Никола Миняр, Папски дворец на Авиньон
- Копие от Пиер Миняр, църква „Св. Никола“, Маринян
- Копия с вариации на Худжествена галерия „Дълуич“, Лондон
- Копие от църквата „Св. св. Петър и Павел“ в Гонес
- Копие от Музей на изящните изкуства във Валансиен
- Копие на Националния музей на Швеция, Стокхолм
- Копие от Кралската колекция
- Симоне Кантарини, Манастир Ескориал
- Джовани Батиста Гаули, Национална галерия на древно изкуство, Рим
- Лудовико Карачи (вероятен), Национална галерия на древно изкуство, Рим

## „Пиетà“ на Карачи и „Свалянето от кръста“ на Караваджо
Малко след завършването на Пиета на Карачи Рим се обогатява с друг възхитителен шедьовър, посветен на момент от Страстите Христови: Свалянето от кръста, дело на Караваджо (1602-1604) за параклис в църквата „Санта Мария ин Валичела“ (днес във Ватиканската пинакотека). Различни изследвания сочат връзката между тази картина и Пиета от Музей „Каподимонте“: майсторското изпълнение на Карачи  би стимулирало Караваджо на свой ред да предостави лична нова интерпретация на скулптурата на Микеланджело, към която гледа и Свалянето от кръста на Караваджо. Това е един от многото епизоди на онзи диалог на разстояние между Анибале Карачи и Микеланджело Меризи, който се провежда в Рим между края на 16  и началото на 17 век, където двамата художници, дошли от Севера, всеки сам поставя основите за радикална и трайна промяна в живописта в Италия и в Европа. Това е диалог, изграден от взаимно влияние, може би от конкуренция, но също и от взаимно уважение.

## Влияние върху Антонис ван Дайк
Пиета на Карачи оказва значително влияние върху по-късната живопис. Вероятно най-значимият случай в този смисъл е трайното въздействие, което тази работа има върху продукцията на майстор от калибъра на Антонис ван Дайк, който очевидно е имал възможността да изучава шедьовъра на Карачи по време на престоя си в Рим в началото на 1620-те години.
В различни оплаквания от Ван Дайк (тема, разглеждана многократно от фламандския художник) има очевидно съживяване на Пиета от Музей „Каподимонте“ (а понякога и на гравюрата на Капрарола), като общ композиционен асонанс, скулптурната красота на Христос, детайл на ръката на дамите, нежно поддържана от човек от публиката.
- Картини на Антонис ван Дайк
- 1629, Кралски музей за изящни изкуства, Антверпен
- 1635, Кралски музей за изящни изкуства, Антверпен
- 1634, Стара пинакотека, Мюнхен
- 1634-40, Музей на изящните изкуства, Билбао

## Картини на Анибале Карачи в Музей „Каподимонте“
- Риналдо и Армида
- Херкулес на кръстопът